# Locri

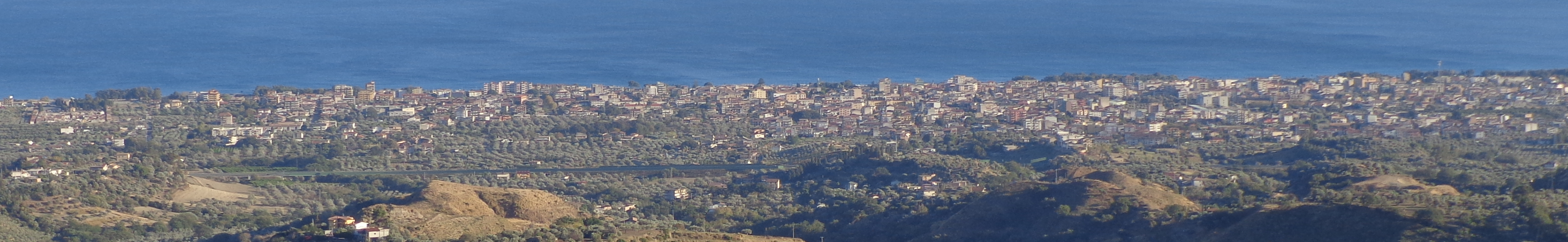
Panorama von Locri (2023)

Locri ist eine italienische Gemeinde in der Metropolitanstadt Reggio Calabria an der Südostküste Kalabriens mit 11.815 Einwohnern (Stand 31. Dezember 2023). Es ist Sitz des römisch-katholischen Bistums Locri-Gerace und die Nachfolgestadt des antiken Lokroi Epizephyrioi.

## Söhne der Stadt
- Giuseppe Sculli (* 1981), Fußballspieler